# Edna Krapabelle
 (avril 2024).
Si vous disposez d'ouvrages ou d'articles de référence ou si vous connaissez des sites web de qualité traitant du thème abordé ici, merci de compléter l'article en donnant les références utiles à sa vérifiabilité et en les liant à la section « Notes et références ».
Edna Krapabelle (Edna Krabappel en versions originale et québécoise) est un personnage fictif de la série télévisée animée Les Simpson.
Edna était la maîtresse d’école de Bart, Milhouse, Martin Prince, Sherri et Terri, Nelson  et bien d'autres.
Edna Krapabelle était le type même du professeur bafoué par le système. Elle était idéaliste, mais a dû se rendre à l'évidence et affronter la réalité du fait des faibles moyens mis à sa disposition et face au comportement des enfants. Sa culture générale personnelle est plutôt déficiente, brossant ainsi une caricature des professeurs américains du secteur public, comme le prouvera un épisode dans lequel Lisa volera tous les manuels des professeurs où ils puisent leurs connaissances pour leurs cours. Elle est restée à Springfield pour faire réussir Bart Simpson à l'école, au lieu d'aller vivre avec Moe Szyslak dans une nouvelle ville. Homer a longtemps été persuadé qu’elle s’appelait Krakrapoubelle.
À la suite de la mort en 2013 de Marcia Wallace, sa voix officielle dans la version originale, les créateurs ont affirmé que le personnage d'Edna serait retiré de la série. Dans l'épisode 13 de la saison 25 (L'Homme qui en voulait trop), alors que Flanders fait un tango en rêve avec elle où elle émet son fameux « Ha », il se réveille, un brassard noir au bras (signe de deuil) et regarde triste un cadre avec une photo d'elle, en disant « Ce rire me manque… ». Nelson, le voyou, passe devant sa fenêtre, et dit d'un air triste « Ha ! Ha ! à moi aussi, elle me manque ». Dans un épisode (saison 23, épisode 9, Le Futur passé) où l'on voit les Simpson dans le futur, Ned laisse entendre qu'Homer aurait tué accidentellement Edna. Dans l’épisode 3 de la saison 25 (Quatre regrets et un enterrement), lors du générique, à la punition de Bart au tableau, il n’y a qu’une seule phrase écrite : We’ll really miss you MRS K (Vous nous manquerez vraiment, Mme K.). De plus, lors du générique de l'épisode 8 de la 25e saison, Noël blanc, on peut apercevoir Edna avec une auréole ainsi qu'avec des ailes d'ange. Les fans les plus attentifs auront peut-être également remarqué qu'Edna fait son apparition dans l'épisode 3 de la vingt-sixième saison, Super franchise-moi, auprès de Jasper, lors de la scène de détente dans le parc. Edna est apparue dans l'épisode Le Blues de Moho (saison 28, épisode 21) lorsque Marge regarde à la fenêtre, ainsi que dans l'épisode Un gaucher gauche (saison 29, épisode 19) où elle conseille à Ned de devenir instituteur à l'école élémentaire de Springfield. Elle apparait une dernière fois dans l'épisode Reine du journal intime (saison 32, épisode 12) dans lequel Bart trouve son journal intime dans le vide-grenier de Ned. Dans ces deux derniers épisodes, on peut l'entendre parler grâce à un enregistrement d'archives.  

## Vie sentimentale
Edna vit séparée de son mari (qui s'est enfui avec leur conseillère conjugale) et s'ennuie en compagnie des hommes. Dans les premières saisons, elle est dépeinte comme sexuellement très agressive : c'est l'un des rares cas où des personnages ont eu une histoire évoluant avec la série. En réalité, Edna a, pour la plupart du temps, l'image d'une fille plutôt facile, connue pour ne laisser qu'une chance à ses don Juan. On la voit par exemple avoir de courtes liaisons avec un chef cuisinier japonais dans Un poisson nommé Fugu (saison 2), Tahiti Bob (Sideshow Bob) dans Les Frères ennemis (saison 8), Homer Simpson dans Future Drama (Les enfants de l'avenir au Québec), James Caan dans Tous les goûts sont permis (Cuisiner c'est trop dur au Québec), de la saison 16, ou avec Moe Szyslak dans L'Histoire apparemment sans fin (La déprime en cinq temps au Québec), de la saison 17. À partir de la saison 8, dans l'épisode L'Amour pédagogique, elle développe une liaison secrète, romantique, mais stable, avec Seymour Skinner, le principal. Cependant, cette relation est contrariée par la mère de Skinner, Agnès, qui la voit d'un mauvais œil et par le fait que Skinner ne semble pas prêt pour le mariage. Finalement, ils se séparent, mais on peut les apercevoir ensemble dans certains épisodes des saisons suivantes.[réf. nécessaire]
Dans le dernier épisode de la saison 22 (The Ned-liest catch), Edna entame une liaison avec Ned Flanders. Ils restent ensemble après un sondage ayant été proposé aux internautes pour décider du futur de leur relation. Edna et Ned finissent par se marier, malgré certaines difficultés (notamment le mariage organisé par Marge).
C'est lors de l'épisode 13 de la saison 25 que les téléspectateurs ont pu faire leurs adieux à ce personnage parmi les plus connus de la série, à la suite de la mort de son interprète originale, Marcia Wallace.

## Liste des épisodes consacrés
- Bart le tombeur, saison 3.
- L'Amour pédagogique, saison 8.
- Pour l'amour d'Edna, saison 14.
- Klingon, j'arrive, saison 15.
- La Réponse de Bart, saison 21.
- La Pêche au Ned, saison 22.
- Les Ned et Edna unis, saison 23.
- Reine du journal intime, saison 32.